# NGC 5058
NGC 5058 ist eine 13,8 mag helle, spiralförmige Zwerggalaxie vom Hubble-Typ Sbc im Sternbild Jungfrau auf der Ekliptik. Sie ist schätzungsweise 42 Millionen Lichtjahre von der Milchstraße entfernt und hat einen Durchmesser von <10.000 Lichtjahren. 
Das Objekt wurde am 2. Juni 1883 vom deutschen Astronomen Ernst Wilhelm Leberecht Tempel entdeckt.